# F. John Lewis
Floyd John Lewis (1916 – 20 settembre 1993) è stato un cardiochirurgo americano e il primo ad eseguire con successo un intervento a cuore aperto, chiudendo un difetto del setto atriale in una bambina di 5 anni, il 2 settembre 1952. 
1. ↑   Fedak, Open hearts. The origins of direct-vision intracardiac surgery., in Texas Heart Institute Journal, vol. 25, 1998,  pp. 100–111, PMID 9654653.